# 合睫蘚
合睫蘚（学名：Symblepharis vaginata）为曲尾蘚科合睫蘚屬下的一个种。